# 2192 Pyatigoriya
2192 Pyatigoriya eller 1972 HP är en asteroid i huvudbältet som upptäcktes den 18 april 1972 av den ryska astronomen Tamara Smirnova vid Krims astrofysiska observatorium på Krim. Den har fått sitt namn efter staden Pjatigorsk.
Asteroiden har en diameter på ungefär 28 kilometer.